# Живой корневой мост

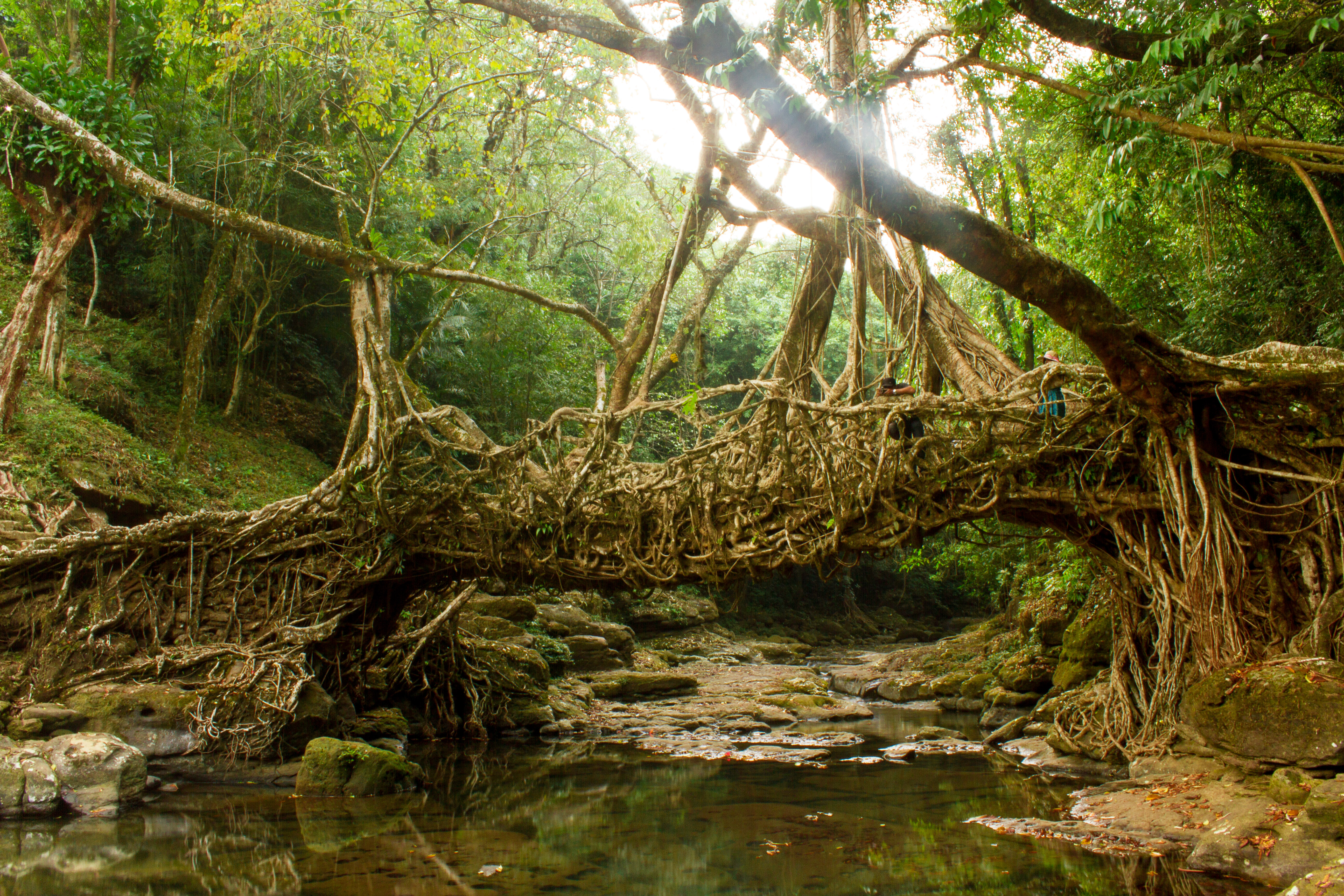
Живой корневой мост

Живые корневые мосты распространены в районе города Черапунджи, штат Мегхалая на востоке Индии, и представляют собой один из древнейших примеров арбоархитектуры. Они традиционно создаются из воздушных корней каучуконосного фикуса народами кхаси и джантийа. В XX веке, не теряя своего транспортного значения, эти подвесные мосты стали яркой достопримечательностью региона, неизменно привлекающей туристов.
Для формирования живого корневого моста гибкие висячие корни фикуса направляются через поток или реку. При этом на другой берег могут перекидываться направляющие из бамбука, заменяемые по необходимости на новые. Если же использовать продолбленные стволы бетелевой пальмы, внутри которых пропускается растущий корень фикуса, то они, снабжая корни питательными веществами разлагающегося дерева, стимулируют более быстрый рост корня. Молодые корни часто скручивают или связывают вместе так, чтобы они срастались между собой.
Каучуконосный фикус хорошо приспособлен к закреплению на крутых склонах и скалистых поверхностях; достигая противоположного берега, корень врастает в землю. Корневая система дерева разрастается и продолжает развиваться на другой стороне реки. С ростом дерева корни растут и укрепляются, становясь более толстыми и крепкими. В тёплом и влажном климате восточной Индии для создания нового моста нужно порядка 15 лет. Работа достаточно трудоёмка, процесс «выращивания» моста в нужном направлении требует постоянного контроля и внимания.
Основным достоинством корневого моста во влажном климате тропиков является то, что пока дерево живое, мост защищён от гниения. При этом чем старше фикус, тем мост прочнее. Достаточно старый и крепкий живой мост способен выдержать нагрузку до 50 человек. Если дерево здорово, срок службы такого самовосстанавливающегося моста может составлять до нескольких сотен лет.
Традиция создания живых мостов уходит в древность. О том, когда их начали впервые сооружать, сведений не сохранилось. Европейцы услышали о таких мостах в 1844 году, когда шотландский востоковед Генри Юл опубликовал статью в журнале Азиатского общества Бенгалии.
Самый длинный из ныне существующих живых мостов (более 50 метров в длину) находится между деревнями Мавкирнот и Рангтиллан. Существует несколько двойных параллельных мостов, наиболее интересный из которых близ деревни Нонгриат, у этого двойного моста одно полотно находится над другим.
Известны и другие строения из воздушных корней, например, в деревне Куденг-Рим между несколькими деревьями сделаны висячие трибуны, с которых местные жители смотрят футбол.

## Галерея

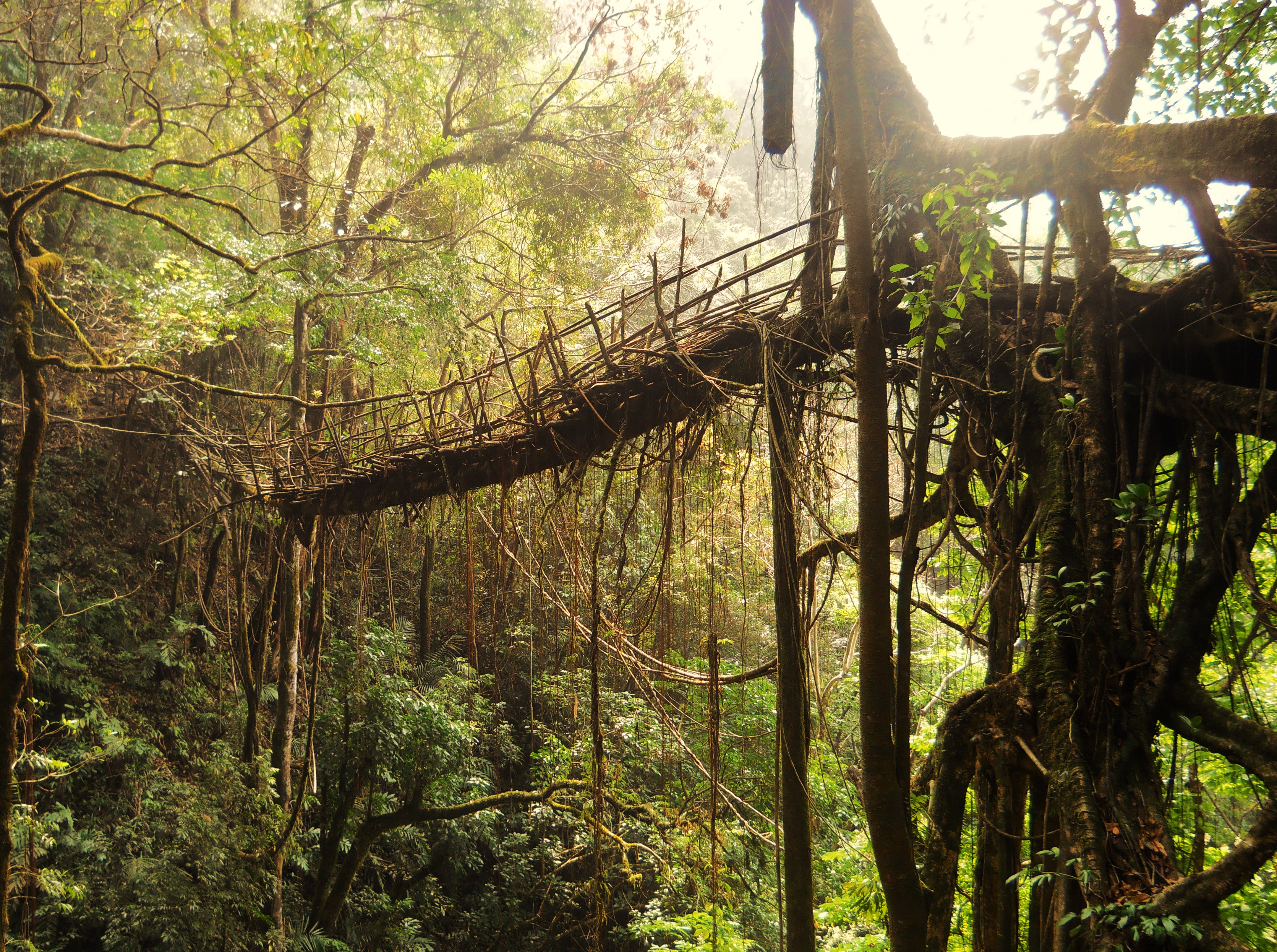
Самый длинный корневой мост у деревни Рангтиллан
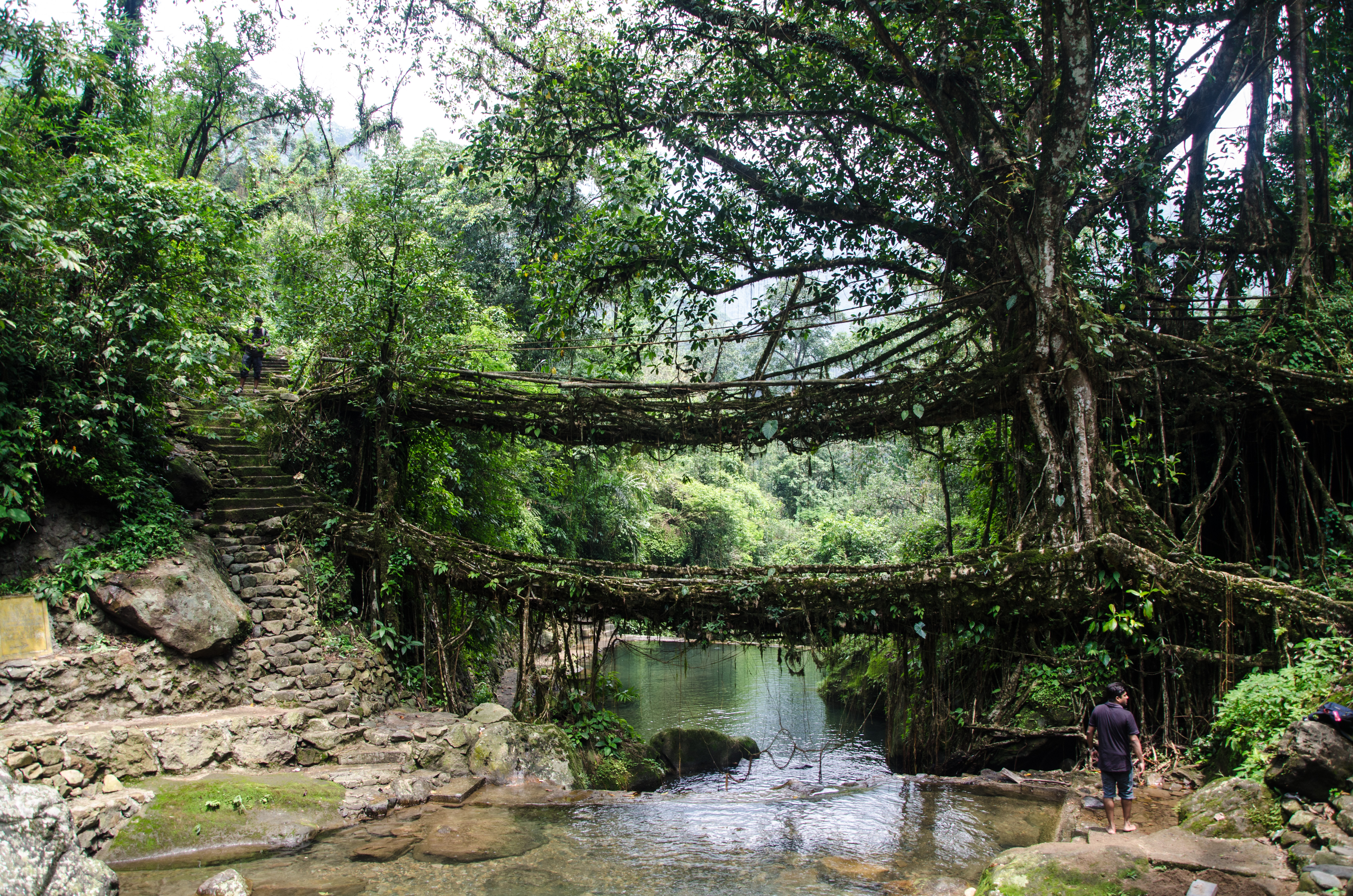
Двойной мост у деревни Нонгриат
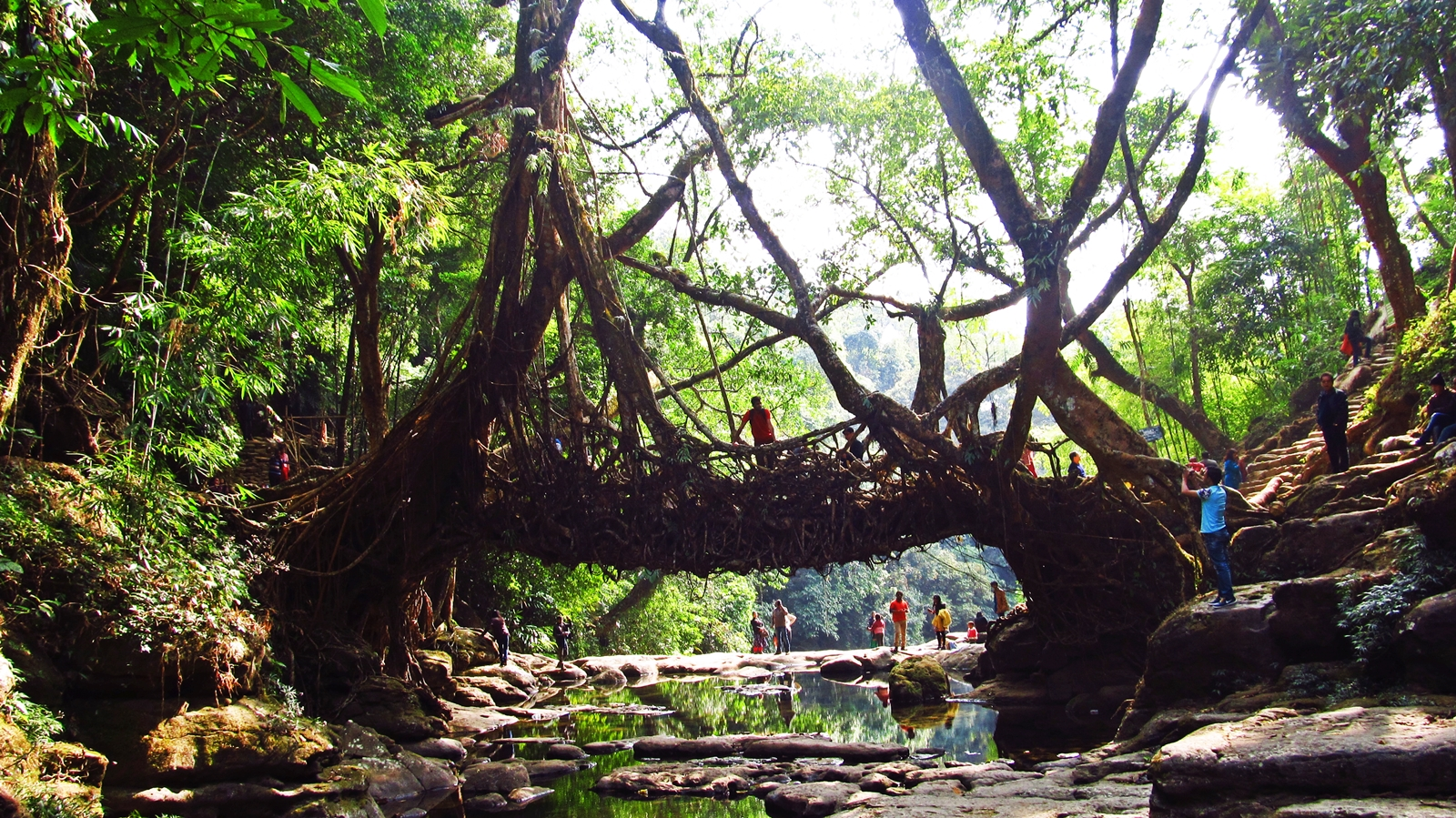
Мост у деревни Мавлиннонг
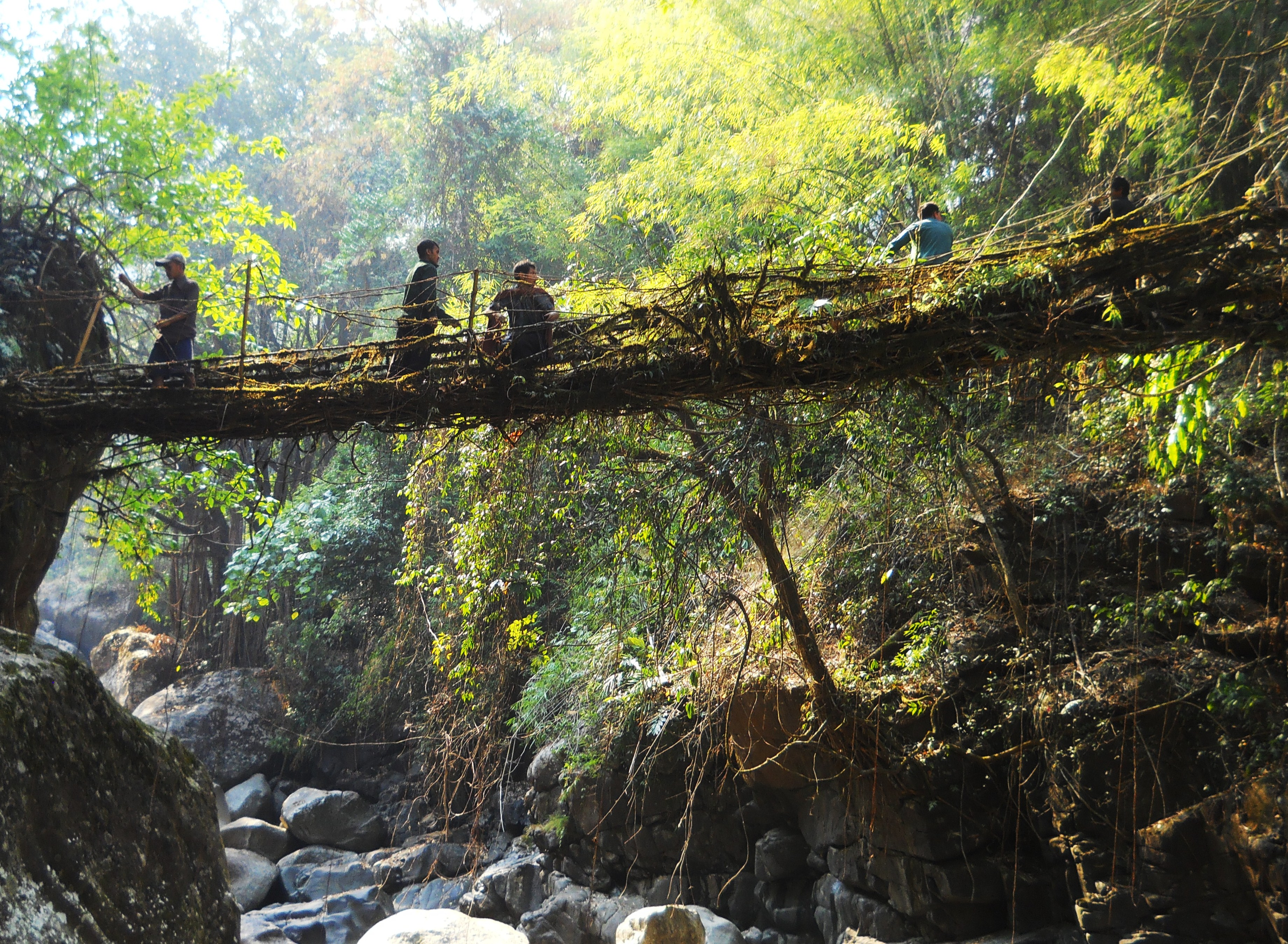
Живой мост в процессе сооружения